# برونوو زومینو
 برونوو زومینو (انگلیسی: Bruno Zumino؛ زاده ۲۸ آوریل ۱۹۲۳) یک دانشمند اهل ایتالیا است.